# سکویرتنه
سکویرتنه (به لهستانی:  Skwirtne) یک روستا در لهستان است که در گمینا اوشچیه گورلیتسکیه واقع شده‌است. سکویرتنه ۱۰۰ نفر جمعیت دارد.